# Quarto Reich

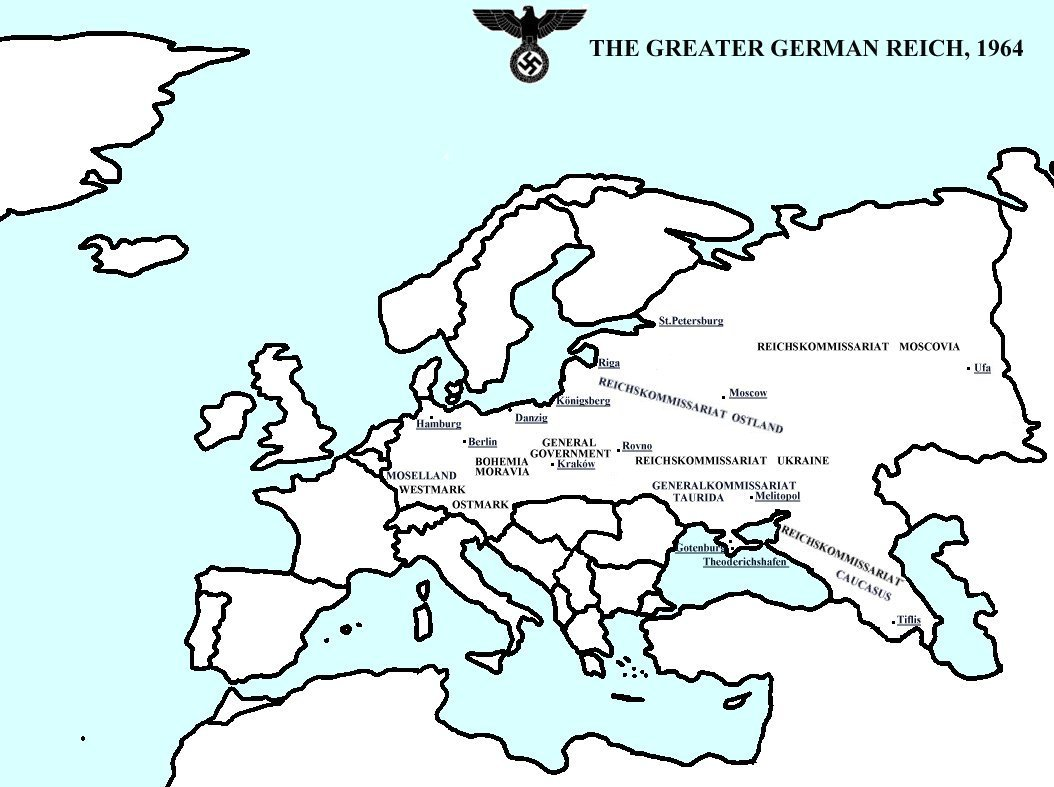
Mapa fictício mostrando uma Europa onde a Alemanha Nazista teria vencido a II Guerra Mundial.

Quarto Reich é um termo utilizado para descrever um futuro teórico da história alemã, um sucessor do Terceiro Reich. O termo foi utilizado inicialmente por Rudolf Hess após os Julgamentos de Nuremberga, quando, sofrendo de distúrbios mentais, afirmou ser ele o "Führer do Quarto Reich". Porém, o termo se tornou popular nos anos 60 e 70, devido ao fato de várias figuras políticas da Alemanha Ocidental, como o chanceler Kurt Georg Kiesinger, possuírem vínculos com o regime do Terceiro Reich.
Em termos de neonazismo, o quarto Reich é apresentado como um Estado em que vigora a "supremacia ariana", antissemitismo, Lebensraum, militarismo e totalitarismo. Neonazistas acreditam que o Quarto Reich abrirá caminho para o estabelecimento de um "Império Ocidental", um império pan-ariano abrangendo terras com proeminentes laços arianos (Europa, Rússia, Anglo-América, Austrália e Nova Zelândia), o que permitiria que o Ocidente entrasse no "choque de civilizações".
Em seu livro, "A Ascensão do Quarto Reich: As sociedades secretas que ameaçam assumir a América" (em inglês: The Rise of the Fourth Reich: The Secret Societies That Threaten to Take Over America) Jim Marrs argumenta que alguns membros sobreviventes do Terceiro Reich, juntamente com simpatizantes do nazismo nos Estados Unidos e noutros países, trabalharam clandestinamente desde o final da Segunda Guerra Mundial para que alguns dos princípios do nazismo (por exemplo, militarismo, fascismo, imperialismo, espionagem generalizada e utilização de propaganda para controlar os interesses nacionais) sejam infiltrados na cultura, governo e empresas em todo o mundo, mas principalmente nos Estados Unidos. Ele cita a suposta influência do nacional-socialismo nos Estados Unidos no final da Segunda Guerra Mundial, tais como cientistas nazistas que ajudaram os EUA no avanço na indústria aeroespacial, bem como a aquisição e a criação de conglomerados pelos nazistas e seus simpatizantes após a guerra, tanto na Europa e EUA.